# Lisboa (filme)
Lisbon (prt/bra: Lisboa) é um filme luso-estado-unidense de 1956, dos gêneros drama policial e espionagem, realizado por Ray Milland, com roteiro de John Tucker Battle e Martin Rackin.

## Elenco
- Ray Milland como cap. Robert John Evans
- Maureen O'Hara como Sylvia Merrill
- Claude Rains como Aristides Mavros
- Yvonne Furneaux como Maria Maddalena Masanet
- Francis Lederer como Serafim
- Percy Marmont como Lloyd Merrill
- Jay Novello como Inspector João Casimiro Fonseca
- Edward Chapman como Edgar Selwyn
- Harold Jamieson como Philip Norworth
- Humberto Madeira como Tio Rabio

## Produção

### Desenvolvimento
A Paramount Pictures comprou os direitos da história em 1951, e Irving Asher encarregou-se da produção. O tema do filme tornou-se sensível sob a perspectiva da Guerra Fria na década de 1950 e havia preocupações iniciais sobre como a Paramount lidaria com a história envolvendo a Cortina de Ferro. Luigi Luraschi, chefe da censura nacional e estrangeira da Paramount na época, havia escrito um relatório para a Central Intelligence Agency em janeiro de 1953, dizendo que "[Lisboa] poderia ser confusa se manuseada incorrectamente, mas agora nós havemos de pensar ao longo do caminho certo e isto pode ser muito útil para nós. Shall observou com muito cuidado."
Irving Asher contratou o realizador Nicholas Ray e, no início de 1953, Joan Crawford estava em negociações para estrelar como a personagem principal, Sylvia Merril. Eventualmente, após várias reescritas, o projecto foi arquivado, pois Asher e Crawford não tinham certeza sobre a polémica do argumento. Nicholas Ray e Joan Crawford passaram a filmar Johnny Guitar.
Em seguida, a Paramount vendeu os direitos para a Republic Pictures, e Herbert J. Yates contratou Ray Milland para realizar e protagonizar o filme. Milland supostamente queria a actriz Mary Murphy do filme A Man Alone para o papel da protagonista, mas cujo trabalho foi enviado para a actriz irlandesa Maureen O'Hara. Em sua autobiografia, 'Tis Herself: A Memoir, O'Hara escreveu sobre seu papel em Lisboa: "Pela primeira vez na minha carreira eu tive que actuar como vilã, e Bette Davis tinha razão – é divertido interpretar desordeiras."

### Filmagens
Lisboa foi inteiramente produzida na capital de Portugal, Lisboa e seus municípios vizinhos. Foi considerada a primeira longa-metragem de Hollywood produzida em Portugal. Para as tomadas internas, a produção utilizou as instalações dos estúdios da Tobis Portuguesa. As gravações exteriores foram feitas em Lisboa, entre elas, a Torre de Belém, Praça do Comércio, o Castelo de São Jorge e o Mosteiro dos Jerónimos. Fora da capital, algumas cenas de praia foram filmadas em Cascais e a cena do miradouro do Palácio de Seteais, foi feita em Sintra.
O cinematógrafo Jack A. Marta filmou utilizando o sistema de lentes de ecrã panorâmico anamórfico, Naturama, um formato desenvolvido pela Republic Pictures na década de 1950. A coloração do filme foi obtida através do processo Trucolor, desenvolvido na década de 1940 pela Consolidated Film Industries (uma divisão da Republic Pictures). A Variety declarou que "Lisboa criou uma ambientação colorida" e "que o processo anamórfico da Republic, Naturama e Trucolor percorreram um longo caminho para enfatizar o carácter impressionante dos visuais."

### Música
A canção "Lisbon Antigua", de Raul Portela e Larry Dupree, foi interpretada por Roby Charmandy, com arranjos de Nelson Riddle, e pela fadista Anita Guerreiro.

## Lançamento
Lisboa fez sua estreia em Los Angeles a 15 de agosto de 1956, seguido pelo lançamento nos cinemas a 17 de agosto de 1956. Em Portugal estreou-se a 1 de janeiro de 1957.
No mercado doméstico, o filme foi lançado em VHS na década de 1990, carregando a frase "Após a Casablanca todos eles foram para… Lisboa." Em 2011, a edição digital foi lançada.

## Recepção
A Variety comentou: "Como um suave, romântico e inclinado americano a divertir-se com operações de contrabando, [Ray Milland] saiu-se muito bem. Assim como a produção, a imagem poderia utilizar um pouco mais de nitidez, através da história do material" e concluiu, "As actuações do quarteto foram bastante simplistas e agradáveis nos papéis principais."